# Gymnase Le Corbusier
Le Gymnase Le Corbusier (en arabe : صالة الجمنيزيوم للألعاب الرياضية), anciennement Saddam Hussein Gymnasium, est un complexe sportif situé à Bagdad, en Irak, à côté du stade Al-Shaab.

## Histoire
Il a été conçu par Le Corbusier à la demande du roi Fayçal II en 1956 pour une utilisation potentielle lors des Jeux olympiques d'été de 1960.
Après le renversement de Faisal II lors d'un coup d'État militaire en 1958, le projet a subi plusieurs changements de conception et d'emplacement.
L'architecte est mort en 1965, laissant une multitude de dessins et d'études pour les multiples fonctions du complexe sportif de Bagdad qui comprenait un grand stade, des courts de tennis, des piscines, un grand parc accessible au public et un gymnase. Seul ce dernier a finalement été construit entre 1978 et 1980, pour être inauguré par le président irakien Saddam Hussein et porter son nom. Les troupes de l'armée américaine ont occupé le gymnase ainsi que le quartier de Shaab pendant quelques années après la chute de Bagdad en 2003.
En 2024, à l’occasion des Jeux olympiques de Paris, la Fondation Le Corbusier inaugure, à la Maison La Roche, une exposition de l’artiste Louis-Cyprien Rials consacrée à l’histoire du gymnase, à sa dimension architecturale, politique et symbolique. À travers une série de photographies, de vidéos et d’installations, l’exposition interroge l’évolution de cet espace dédié à la pratique physique et à la mise en scène du corps, en dialogue avec les idéaux modernistes de Le Corbusier et le contexte olympique contemporain.

## Architecture
Le centre est construit en béton armé. Le toit principal s'étend sur 34 mètres et est construit avec une armature en acier recouverte de tôles ondulées en aluminium. Le stade intérieur de 3 000 places et l'amphithéâtre en plein air adjacent sont reliés par une énorme porte coulissante " type aviation ", qui, une fois ouverte, intègre les deux stades. En plus d'organiser des compétitions et des entraînements de basket-ball, volley-ball, tennis, tennis de table, escrime, boxe, lutte, haltérophilie, taekwondo, judo et gymnastique, le gymnase accueille des concerts, des réunions et des rassemblements pour les partis politiques. 